# Lou Christie
Lou Christie, född Lugee Alfredo Giovanni Sacco den 19 februari 1943 i Glenwillard i Allegheny County, Pennsylvania, död 18 juni 2025 i Pittsburgh, Pennsylvania, var en amerikansk sångare och låtskrivare. Han hade ett flertal hitsinglar i perioder under 1960-talet och blev känd för sin falsettröst. Han skrev också flera av sina låtar själv med hjälp av Twyla Herbert. Det var relativt ovanligt att solopopsångare skrev sina egna låtar på 1960-talet.
Lou Christie var ett scennamn som han inte valde själv. En av hans singlar, "The Gypsy Cried", lanserades under artistnamnet Lou Christie och när låten blev hans första hitsingel fortsatte han att använda det namnet. Låten nådde plats 24 på Billboard Hot 100. Uppföljarsingeln "Two Faces Have I" blev än mer framgångsrik och nådde sjätte plats. Skivkarriären avbröts dock av att han tog värvning i armén.
Efter det militära skrev Lou Christie nytt skivkontrakt med MGM Records. Hans debutsingel för bolaget blev "Lightnin' Strikes". Den nådde förstaplatsen på Billboard-listan i februari 1966 och blev också en framgång i Storbritannien där den nådde #11 på UK Singles Chart. Uppföljaren "Rhapsody In the Rain" nådde sextonde plats i USA. Sedan dröjde det fram till 1969 innan han åter igen tog sig in på listorna med "I'm Gonna Make You Mine" som blev hans sista stora hit. Han var sedan dess fortsatt aktiv i mindre skala.
I Sverige blev hans låtar kända genom några svenska popgrupper. Peter Holms New Generation hade en hit med "Two Faces Have I" våren 1968, och the Hounds spelade samma år in "The Gypsy Cried".